# SAI 2
Le SAI 2 est un monoplan de grand tourisme à cabine fermée construit en 1934 par SAI Ambrosini.

## Cinq places en cabine fermée
Dessiné comme le SAI 1  par Sergio Stefanutti pour participer au Rallye aérien du Littoral (Avioraduno del Littorio) de 1935, c'était un monoplan à aile basse et cabine fermée, deux passagers dont le pilote prenant place en avant de la porte, trois autres occupant une banquette à l’arrière. La voilure avait une corde très importante, donc la surface était inférieure de seulement 1,4 m2 par rapport à celle du biplan SAI 1, mais la traînée était moindre et le SAI 2 avait une vitesse de pointe supérieure de 20 km/h pour une vitesse d’atterrissage identique, les deux avions ayant la même motorisation. Comme le SAI 1, le SAI 2 ne fut construit qu’un un seul exemplaire.
Le SAI 2S n’est pas un dérive de cet appareil, malgré sa désignation.